# Gordon Sprigg
Sir John Gordon Sprigg (Ipswich, 27 april 1830 - Kaapstad, 4 februari 1913) diende tot viermaal toe als premier van de Britse Kaapkolonie.

## Biografie
Sprigg was de tweede zoon van dominee James Sprigg en Maria Gardiner. In 1858 bezocht hij de Kaapkolonie en besloot hij te emigreren. In 1861 kreeg hij een boerderij nabij Oos-Londen en werd hij een succesvolle zuivel- en schapenboer. Een jaar later trouwde hij met de boerendochter Ellen Fleischer, met wie hij één zoon en drie dochters kreeg. Hij raakte betrokken bij de politiek van de Kaapkolonie en steunde een Zuid-Afrikaanse confederatie onder de Britse vlag.
Sprigg werd in 1878 door gouverneur Henry Bartle Frere genomineerd als opvolger van premier John Molteno. Tijdens zijn regering zette hij zich in voor de ontwapening van inheemse Afrikanen, maar het verlies van de daaropvolgende Gewerenoorlog tegen de Basotho leidde in 1881 tot de val van zijn eerste kabinet.
In 1884 werd Sprigg penningmeester in het kabinet van premier Thomas Upington en in 1886 begon hij aan zijn tweede termijn als premier. In 1890 werd hij opgevolgd door Cecil Rhodes. Rhodes vertrok weer in 1896 na zijn desastreuze Jameson Raid en Sprigg vormde zijn derde kabinet. In 1898 probeerde hij de macht van de Afrikanerbond in te perken, maar hij werd verslagen via een motie van wantrouwen en stapte op.
In 1900 werd Sprigg voor de vierde en laatste keer premier tot 1904. Daarna bleef hij zich inzetten voor een Zuid-Afrikaanse confederatie en de bescherming van rechten van gekleurden in de Kaap. Hij overleed in 1913 in zijn huis nabij Kaapstad.
- International Standard Name Identifier: 0000 0000 2867 4200
- Library of Congress Control Number: n86093478
- Virtual International Authority File: 31019463
- WorldCat: E39PBJxCwvYRHvwfRdgXTHkMT3